# Ropica laterifusca
Ropica laterifusca là một loài bọ cánh cứng trong họ Cerambycidae.